# Districte de Pogradec
Pogradec era un dels trenta-sis districtes en els quals es dividia Albània fins al juliol del 2000. En el moment de la substitució dels districtes per comtats, tenia 70.900 habitants i una extensió de 725 km².
Estava situat a l'est del país, fent frontera amb Macedònia. La capital era Pogradec.
Es dividia en els municipis següents:
- Buçimas
- Çërravë
- Dardhas
- Pogradec
- Proptisht
- Trebinjë
- Udënisht
- Velçan